# Vivre à 100 milles à l'heure
Pour plus de détails, voir Fiche technique et Distribution.
Vivre à 100 milles à l'heure est un film québécois réalisé par Louis Bélanger sorti en 2019 et mettant en vedette Rémi Goulet, Antoine L'Écuyer, Félix-Antoine Cantin et Sandrine Poirier-Allard.

## Synopsis
Dans les années 1970, Louis, un jeune de 10 ans, se lie d'amitié avec Daniel, de son âge. À l'adolescence, se joint à eux Éric et le trio va devenir inséparable. Ceux-ci vont faire les quatre cents coups, consommer des drogues et finalement, décider d'en vendre. Ce choix les conduira à travers différentes expériences jusque dans l'âge adulte de leurs années 1980.

## Fiche technique
Source : IMDb et Films du Québec
- Titre original : Vivre à 100 milles à l'heure
- Réalisation : Louis Bélanger
- Scénario : Louis Bélanger
- Musique : Guy Bélanger, Claude Fradette
- Conception artistique : Mario Hervieux
- Costumes : Brigitte Desroches
- Maquillage : Kathryn Casault
- Coiffure : France Latreille
- Photographie : Pierre Mignot
- Son : Marcel Chouinard, Louis Collin, Stéphane Bergeron
- Montage : Claude Palardy
- Production : François Tremblay
- Société de production : Lyla Films
- Sociétés de distribution : Les Films Opale, WaZabi Films (International)
- Budget : 4,5 millions $ CA
- Pays de production :  Canada
- Tournage : durant 28 jours, à partir du 25 septembre 2018, à Montréal et à Québec
- Langue originale : français
- Format : couleur
- Genre : comédie dramatique
- Durée : 103 minutes
- Dates de sortie :
  - France : 21 août 2019 (première mondiale au Festival du film francophone d'Angoulême)
  - Canada : 19 septembre 2019 (première québécoise au Festival de cinéma de la ville de Québec (Théâtre du Diamant))[2]
  - Canada : 27 septembre 2019 (sortie en salle au Québec)
  - Canada : 24 décembre 2019 (VSD)
- Classification :
  - Québec : 13 ans et plus[3]

## Distribution
- Rémi Goulet : Louis Jacques (adulte)
- Antoine L'Écuyer : Daniel Patenaude (adulte)
- Félix-Antoine Cantin : Éric Langevin (adulte)
- Sandrine Poirier-Allard : Nathalie Tremblay (adulte)
- Maxime Dumontier : Pérusse
- Elijah Patrice-Baudelot : Louis (adolescent)
- Zakary Methot : Daniel (adolescent)
- Dylan Walsh : Éric (adolescent)
- Cassandra Latreille : Nathalie (adolescente)
- Benoit McGinnis : Tino
- Marie-Hélène Thibault : mére de Louis
- Matt Hébert : Louis (enfant)
- Nicolas Guay : Daniel (enfant)
- Anaïs Gonzalez : Nathalie (enfant)
- Ghislain Taschereau : Tex
- Hubert Proulx : Jean-Claude
- Jean-François Beaupré : chef des Prospects
- Victor Thibault : Stéphane
- Yves Bélanger : directeur d'école
- Geneviève Alarie : mère de Stéphane
- Frédéric Lemay : Guy Jacques, frère de Louis
- Marie-Ève Trudel : mère d'Éric
- Stéphane Jacques : médecin

## Distinctions

### Récompenses
- 2019 : Festival de cinéma de la ville de Québec prix Coup de cœur du public - long métrage[4]